# Исследовательский университет
Исследовательский университет (англ. Research University) — это специфический вид университета, в котором научные исследования являются одной из центральных частей работы университета. Они могут быть публичными или частными, и часто имеют известные торговые марки.Такие университеты уделяют большое внимание собственно научным исследованиям и часто имеют в своем составе известные в науке имена. Бакалавриат в исследовательских университетах часто является академическим, а не профессиональным, и там не готовят студентов к определённой профессиональной карьере, но тем не менее многие работодатели ценят степени, полученные в исследовательских университетах, потому что такие университеты дают такие навыки как критическое мышление. В глобальном масштабе исследовательские университеты преимущественно являются государственными университетами, за исключением США и Японии.

## История
Концепция современного исследовательского университета впервые возникла в Германии в начале XIX-го века, когда Вильгельм фон Гумбольдт отстаивал свое видение концепции «Einheit von Lehre und Forschung» (единство преподавания и исследований) как средства создания образования, ориентированного на основные (естественные науки, социальные науки и гуманитарные науки), а не предыдущие цели университетского образования, которые должны были развивать понимание истины, красоты и добра.
Роджер Л. Гайгер, историк, специализирующийся на истории высшего образования в США, утверждал, что «модель американского исследовательского университета была основана пятью колониальными колледжами, основанными перед американской революцией (Гарвард, Йель, Пенсильвания, Принстон и Колумбия), пятью государственными университетами (Мичиган, Висконсин, Миннесота, Иллинойс и Калифорния) и пятью частными университетами, задуманными с момента их создания как исследовательские университеты (МТИ, Корнелл, Джонс Хопкинс, Стэнфорд и Чикаго)».
С 1960-х годов американские исследовательские университеты, особенно ведущая американская система государственных исследовательских университетов, Калифорнийский университет, служили моделями для исследовательских университетов по всему миру. Сегодня самые престижные исследовательские университеты Северной Америки принадлежат или стремятся принадлежать к Ассоциации американских университетов, выборочной группе из 66 крупных исследовательских университетов в Соединённых Штатах и Канаде.

## Характеристики
Джон Тейлор, профессор управления высшим образованием в Ливерпульском университете, определяет ключевые характеристики успешных исследовательских университетов следующим::
- «Присутствие чистых и прикладных исследований»
- «Поставка научно-ориентированного обучения»
- «Широта академических дисциплин»
- «Высокая доля программ последипломного обучения»
- «Высокий уровень внешнего дохода»
- «Международная перспектива»

Филип Альтбах определяет другой, хотя и похожий, набор ключевых характеристик для того, что необходимо исследовательским университетам, чтобы стать успешными:
- На вершине академической иерархии в дифференцированной системе высшего образования и получая соответствующую поддержку
- В подавляющем большинстве случаев государственные учреждения
- Небольшая конкуренция со стороны неуниверситетских научно-исследовательских институтов, если они не имеют прочных связей с университетами
- Больше финансирования, чем в других университетах, для привлечения лучших сотрудников и студентов и поддержки исследовательской инфраструктуры
- Адекватные и устойчивые бюджеты
- Потенциал для получения дохода от студенческих сборов и интеллектуальной собственности
- Подходящие помещения
- Автономия
- Академическая свобода

В докладе Национальных академий наук, инженерии и медицины за 2012 год исследовательские университеты в американском контексте были определены как имеющие ценности интеллектуальной свободы, инициативы и творчества, совершенства и открытости с такими дополнительными характеристиками, как:
- Быть большим и всеобъемлющим — «мультиверситет» Кларка Керра
- Подчеркивая опыт проживания студентов (отмеченный, в частности, как отличающий американские исследовательские университеты от университетов в континентальной Европе)
- Интеграция высшего образования с исследованиями
- Наличие преподавателей, занимающихся исследованиями и стипендией
- Проведение исследований на высоком уровне
- Просвещенное и смелое руководство